# Treat People with Kindness
Treat People with Kindness è un singolo del cantante britannico Harry Styles, pubblicato il 9 gennaio 2021 come sesto estratto dal secondo album in studio Fine Line.

## Descrizione
Undicesima e penultima traccia dell'album, Treat People with Kindness, scritta dallo stesso interprete con Ilsey Juber e Jeff Bhasker, è stata prodotta da quest'ultimo e presenta sonorità gospel.

## Video musicale
Il video musicale, in bianco e nero e diretto da Ben e Gabe Turner, è stato reso disponibile il 1º gennaio 2021 e conta la presenza di Phoebe Waller-Bridge.

## Formazione
Musicisti
- Harry Styles – voce
- Jess Wolfe – voce
- Holly Laesiig – voce
- Jeff Bhasker – cori, pianoforte, mellotron, arrangiamento delle corde
- Homer Steinweiss – batteria
- Nick Movshon – basso
- Elizabeth Pupo-Walker – conga
- Laurence Juber – chitarra
- Serena Göransson – violino
- Tereza Stanislav – violino
- Jonathan Moerschel – viola
- Jacob Braun – violoncello

Produzione
- Jeff Bhasker – produzione
- Ryan Nasci – ingegneria del suono
- Jens Jungkurth – ingegneria del suono
- Spike Stent – missaggio
- Randy Merrill – mastering

## Classifiche
| Classifica (2019-21) | Posizione massima |
| -------------------- | ----------------- |
| Belgio (Fiandre)     | 50                |
| Croazia              | 46                |
| Irlanda              | 73                |
| Lituania             | 90                |
| Stati Uniti          | 118               |